# Świdrygiełło
Świdrygiełło, Bolesław Świdrygiełło (lit. Švitrigaila) (ur. między 1370 a 1376, zm. 10 lutego 1452) – wielki książę litewski w latach 1430–1432. Był synem Olgierda Giedyminowicza, wielkiego księcia litewskiego, i Julianny Aleksandrowny, księżniczki twerskiej; najmłodszym bratem Władysława II Jagiełły. W latach 1400–1402 książę podolski, 1419-1430 siewierski, czernihowski i trubczewski, członek rady hospodarskiej Wielkiego Księstwa Litewskiego w 1451 roku.
Po raz pierwszy wzmiankowany był w 1382 roku przy okazji zrzeczenia się przez Litwinów na rzecz Krzyżaków Żmudzi po rzekę Dubissę. W 1386 roku przybył z Jagiełłą do Krakowa na jego ślub z królową Jadwigą Andegaweńską i koronację. W dniu 15 lutego 1385 roku przyjął w Krakowie chrzest święty w obrządku rzymskokatolickim i przyjął imię Bolesław. W marcu, wraz z innymi Litwinami, wyjechał na północ w związku z najazdem księcia połockiego Andrzeja i księcia smoleńskiego Światosława. W latach 1390–1392 prawdopodobnie walczył przeciwko Witoldowi.

## Walka o Witebsk 1393-1394
Po śmierci księżnej Julianny twerskiej, nie uzyskawszy odpowiedniego dla siebie spadku, zamordował w 1393 roku namiestnika Jagiełły w Witebsku sokolniczego Fedora Wesnę, opanował gród, a następnie zdobył Druck i Orszę. Oburzony tym król wysłał przeciwko niemu księcia Witolda i Iwana Skirgiełłę, którzy odbili Druck i Orszę i oblegli Witebsk. Świdrygiełło poddał się dobrowolnie i został przez Witolda odesłany w kajdanach do Krakowa, gdzie Jagiełło przebaczył mu zdradę. W czerwcu 1394 roku Świdrygiełło w tajemnicy zbiegł z Wawelu na dwór księcia cieszyńskiego Przemysława, skąd udał się na Węgry na dwór sprzymierzonego z Krzyżakami króla Zygmunta Luksemburskiego, a w 1398 roku podjął próbę wejścia w alians z Krzyżakami wysyłając do nich list z prośbą o pomoc w odzyskaniu ojcowizny. Sytuacja międzynarodowa mu jednak nie sprzyjała, ponieważ Krzyżacy negocjowali na wyspie Salin układ z Witoldem, na mocy którego mieli otrzymać Żmudź. W związku z tym Świdrygiełło ponownie poprosił swego brata Jagiełłę o wybaczenie zdrady, król przeprosiny przyjął i podarował mu Nowogród Siewierski (Siewierszczyzna), Kołomyję, część wschodniego Podola oraz 1000 grzywien z żup wielickich. W efekcie, w 1398 roku Świdrygiełło wrócił na Litwę. W 1399 roku wziął udział w przegranej bitwie nad Worsklą z Tatarami, skąd w obliczu klęski uciekł razem ze swym wrogiem Witoldem.

## Sojusz z Krzyżakami i wojna z Witoldem 1402-1404
Po śmierci Spytka z Melsztyna w bitwie nad Worsklą, Świdrygiełło otrzymał w 1400 roku na zjeździe w Brześciu w lenno zachodnie Podole (należące do Polski od czasu unii radomskiej) przy czym złożył hołd z tej ziemi Jagielle jako królowi Polski. Po mianowaniu Witolda przez Jagiełłę najwyższym księciem na Litwie w 1401 (unia wileńsko-radomska), w styczniu 1402 roku Świdrygiełło porzucił Podole i zbiegł do Krzyżaków, z którymi wszedł wcześniej w porozumienie chcąc przy ich pomocy pozbawić władzy na Litwie księcia Witolda. Świdrygiełło w marcu 1402 roku przebywając w Malborku ogłosił się Wielkim Księciem Litewskim i zgodził się oddać Krzyżakom Żmudź oraz uznał ich pretensje do Pskowa. Jednocześnie zyskał poparcie prawosławnych bojarów, niechętnych Litwinom z kręgu Witolda ochrzczonych w obrządku łacińskim oraz książąt Riazania, Wiaźmy i Smoleńska. Świdrygiełło razem z Krzyżakami inflanckimi najechał na Litwę zagrażając nawet Wilnu, ale nie udało mu się pokonać Witolda, którego wspierały wojska polskie (zdobyto krzyżacki Dyneburg i Gotteswerder). Zakon odpowiedział wielką wyprawą w lipcu, która jednak nie pokonała Witolda. W lutym 1403 roku Krzyżacy i Świdrygiełło ponowili atak, ale nie byli w stanie uzyskać konkretnych rezultatów poza buntami na Podolu. W 1403 roku Jagiełło uzyskał od papieża bullę zakazującą Krzyżakom atakowania Litwy. Doprowadziło to do rozejmu, na mocy którego Krzyżacy zerwali ze Świdrygiełłą w 1404 roku, który z kolei uzyskał po raz trzeci przebaczenie za zdradę od króla Jagiełły, od którego otrzymał 1600 grzywien rocznie z żup wielickich, księstwo briańskie, czernichowskie i Nowogród Siewierski z wyjątkiem Starodubia i Putywla.
Nadal pozostawał w kontaktach z Krzyżakami i zaczął spiskować z księciem moskiewskim Wasylem I, od którego otrzymał w 1408 roku Juriew, połowę Kołomny, Perejasław, Rżew i Włodzimierz nad Klaźmą. Witold wezwał Świdrygiełłę do siebie w celu złożenia wyjaśnień, jednak ten zbiegł ze swoimi zwolennikami do Moskwy paląc uprzednio Briańsk i Starodub. Doprowadziło to do kolejnej wojny Witolda z Moskwą, która jednak zakończyła się bez walki. W 1409 roku wrócił do Wilna paląc należący do Moskwy Sierpuchów i ukorzył się przed Witoldem.
Przebywając na dworze Witolda, Świdrygiełło ponownie zaczął planować zdradę i wszedł w porozumienie z Krzyżakami podczas Wielkiej wojny. 2 października 1409 roku podpisał porozumienie z Krzyżakami. Jego plany jednak odkryto po kilku dniach, co spowodowało uwięzienie Świdrygiełły przez Witolda. Witold chciał go zabić, ale sprzeciwił się temu Jagiełło, który rozkazał uwięzić Świdrygiełłę na zamku w Krzemieńcu, gdzie ten przebywał dziewięć lat.

## Ucieczka z Krzemieńca

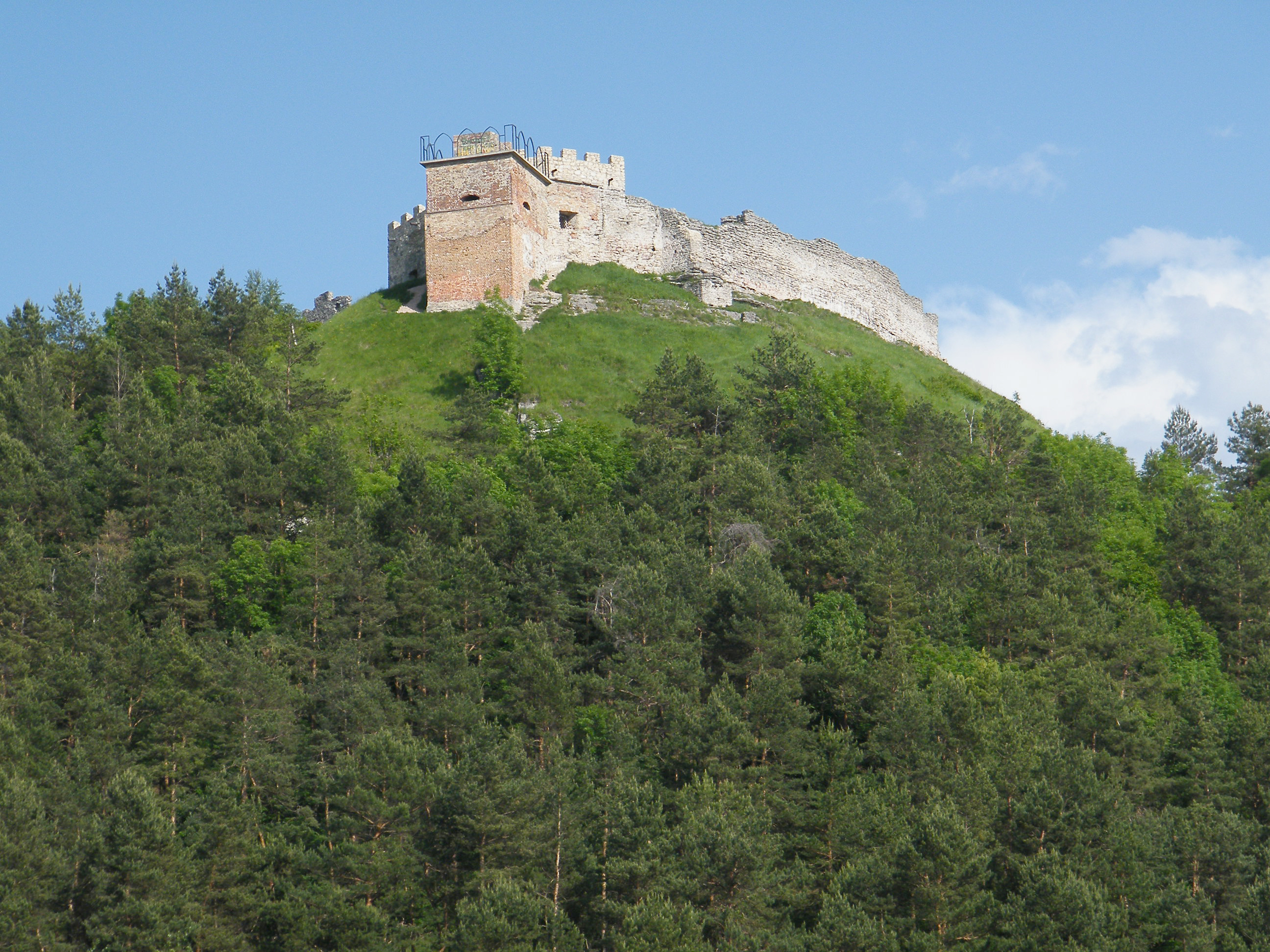
Zamek w Krzemieńcu

Uwięzienie to nie było ciężkie i zarządzający zamkiem Konrad z Falkenbergu pozwalał Świdrygielle przyjmować gości. Spośród nich Daszko Fiodorowicz Ostrogski i Aleksander Nos pomogli mu 24 marca 1418 roku w ucieczce, sprowadzając pod zamek 500 ludzi i zabijając walczącego z nimi Konrada z Falkenbergu oraz wycinając całą załogę. Następnego dnia Świdrygiełło z Ostrogskim zdobyli Łuck. Widząc jednak, że bunt nie cieszy się spodziewanym poparciem, Świdrygiełło uciekł do Zygmunta Luksemburskiego, a potem do Austrii i Konstancji. Nie uzyskał jednak poparcia od przebywającego tam Zygmunta, którego łączyły z Polską i Litwą w tym czasie poprawne relacje. W tym samym czasie na Żmudzi wybuchł przeciwko Witoldowi bunt, którego przywódcy zgodzili się poprzeć Świdrygiełłę w walce o tron Litwy. Sytuację chcieli wykorzystać też Krzyżacy, wysyłając dla poparcia buntowników wojska, ale zanim się to stało Kieżgajło Wolimuntowicz krwawo stłumił bunt i ściął 60 jego przywódców.
W maju 1419 roku na zjeździe w Koszycach Świdrygiełło, nie mogąc otrzymać już niczyjej pomocy w walce z Witoldem, kolejny raz przeprosił króla Jagiełłę za swoją zdradę. Król mu wybaczył i ofiarował starostwo w Opocznie i przywrócił dochody z żup wielickich. Król postanowił też zmusić Witolda do pojednania ze Świdrygiełłą, co nastąpiło 10 sierpnia 1420 roku w Miednikach za pośrednictwem Macieja z Łabiszyna, Piotra Szafrańca i Marcina z Goworzyna. W trakcie spotkania Świdrygiełło obiecał podporządkować się Witoldowi.

## Książę Siewierszczyzny i Czernichowszczyzny
Dzięki ukorzeniu się w Miednikach otrzymał w 1420 roku Nowogród Siewierski, Trubczewsk, Briańsk i Czernihów wraz z przynależnymi tym grodom ziemiami, wiernie od tego czasu służąc Witoldowi i Jagielle. W marcu 1421 roku pokonał Tatarów. W 1422 roku wziął udział w wojnie Jagiełły przeciwko Zakonowi krzyżackiemu (wojna golubska). W tym samym roku dla pilnowania Świdrygiełły osadzono w Starodubie Zygmunta Kiejstutowicza. Był sygnatariuszem pokoju mełneńskiego 1422 roku.
W 1428 roku Świdrygiełło wziął udział w zakończonej sukcesem wyprawie Witolda na Nowogród Wielki.

## Wielki Książę Litewski i wojna łucka w 1431
Ponieważ największy wróg Świdrygiełły, jakim był Witold zmarł w roku 1430, powstała przed nim szansa sięgnięcia kolejny raz po tron wielkoksiążęcy na Litwie. Zdecydować o tym mógł jedynie Jagiełło, który w listopadzie 1430 roku, bez wiedzy polskiej Rady Królewskiej, wyznaczył Świdrygiełłę nowym Wielkim Księciem Litewskim wiedząc, że ten nie mając następców, zwolni tron litewski wkrótce dla jego synów. Świdrygiełło nie zamierzał się podporządkowywać i uwięził króla Jagiełłę w Wilnie (na swoim dworze zwanym Jeleni Dwór). Polacy zareagowali natychmiast zajmując Podole i wysyłając korpus wojskowy w kierunku Wilna, co spowodowało, że Świdrygiełło uwolnił Jagiełłę przed Bożym Narodzeniem roku 1430. W lutym roku 1431  na Zjeździe w Sandomierzu Rada Królewska zgodziła się zaakceptować Świdrygiełłę, pod warunkami, że uzna swoją podległość lenną wobec Korony oraz zwróci jej oficjalnie Podole i Wołyń, które to warunki Świdrygiełło odrzucił. Co więcej Świdrygiełło w lutym roku 1431  złupił Lwów i Trembowlę, a w dniu 19 czerwca ponownie sprzymierzył się z Krzyżakami, a także cesarzem Zygmuntem Luksemburskim, Mołdawią, Tatarami i Moskwą. Jagiełło nadal się wahał, jednak czarę goryczy przepełniło uwięzienie posła polskiego Jana Lutka z Brzezia, w związku z czym przygotowano wyprawę zbrojną. Jagiełło rozkazał wojsku ruszyć trzema kolumnami na Wołyń w czerwcu roku 1431. Spowodowało to wysłanie przez Świdrygiełłę listów do Krzyżaków z prośbą o pomoc. Król tymczasem wkroczył na Litwę 21 lipca roku 1431 koło Uściługu i wypowiedział mu wojnę, a następnie 600 żołnierzy polskich pokonało w potyczce koło tej miejscowości przeważające siły rusko-tatarskie. Następnie wojska polskie liczące 22 tys. wojska ruszyły drogą przez Włodzimierz, Zimne na Łuck. W tym czasie Świdrygiełło z dodatkowymi 4 tys. żołnierzy dotarł do Łucka i postanowił zagrodzić wojskom królewskim marsz koło wsi Kobiałki nad Styrem. Po pierwszym starciu wojska Świdrygiełły poszły w rozsypkę, a on sam uciekł. Następnego dnia wojska królewskie obległy zamek w Łucku, który obronił się mimo polskiego szturmu w dniu 13 sierpnia roku 1431. W tym czasie wojska królewskie pod wodzą Piotra Szafrańca i Hryćka Kierdejowicza pokonały kniaziów Wasyla i Bałabana pod wsią Tywanie. 18 sierpnia Świdrygiełło zaproponował przez posłów zawieszenie broni w celu rozpoczęcia rokowań. 20 sierpnia roku 1431 wojska krzyżackie dokonały agresji na północną Wielkopolskę, Kujawy i ziemię dobrzyńską łupiąc je - według Długosza zniszczonych zostało ponad tysiąc wsi i 24 miasta, w tym Włocławek i znajdującą się tam katedrę (co doprowadziło do nowej wojny polsko-krzyżackiej), a hospodar Aleksander wkroczył na Podole, jednak poniósł klęskę w konfrontacji z rycerstwem ruskim, które wysłał przeciwko nim król. W dniu 1 września Świdrygiełło podpisał w Czartorysku dokument rozejmowy, który miał obowiązywać do 22 czerwca r. 1433, co oznaczało, że Świdrygiełło na razie osiągnął swoje cele.
Świdrygiełło wspierał żywioł ruski kosztem litewskiego, sprzyjał dążeniom szlachty ruskiej do zrównania jej w przywilejach z panami litewskimi,  co stało się przyczyną nieudanego zamachu na Świdrygiełłę w Oszmianie w sierpniu roku 1432, dokonanego przez bojarów litewskich chcących osadzić na tronie Zygmunta Kiejstutowicza. Pomimo tego, że udało mu się przeżyć, Świdrygiełło musiał uciekać co spowodowało, że władzę na Litwie przejął Zygmunt Kiejstutowicz.

## Wojna domowa z Zygmuntem Kiejstutowiczem
Zamach stanu doprowadził do wojny domowej na Litwie toczącej się w latach 1432-1439. W walce przeciwko nowemu wielkiemu księciu litewskiemu Zygmuntowi Kiejstutowiczowi Świdrygiełło opierał się na żywiole ruskim, a jego bazą były położone daleko na wschodzie Połock, Witebsk i Podole. Zygmunta z kolei popierała tylko etniczna katolicka Litwa. Świdrygiełło został pokonany przez wielkiego księcia Zygmunta Kiejstutowicza pod Oszmianą w 1432, jednak rok później zajął większą część Wielkiego Księstwa, którą Zygmunt, z polską pomocą, odbił we wrześniu. Po 1434 zaczęły na terenach zajętych przez Świdrygiełłę wybuchać przeciwko niemu bunty, szczególnie w Kijowie, Łucku i na Podolu oraz w Smoleńsku, które tenże krwawo stłumił (metropolitę prawosławnego Harasyma ze Smoleńska spalił na stosie), jednak odpadł od niego Wołyń.
Po sprzymierzeniu się Świdrygiełły z Krzyżakami inflanckimi na Litwę przybyły wojska polskie, które zadały klęskę Świdrygielle w bitwie pod Wiłkomierzem w 1435. Świdrygiełło schronił się w Połocku i udał na południe, by odzyskać Łuck i Krzemieniec. W tym czasie utracił jednak na rzecz Zygmunta Połock, Witebsk i północ Wielkiego Księstwa.

## Upadek
W związku z utratą prawie wszystkich ziem w dniu 4 września 1437 roku Świdrygiełło poddał się Koronie Polskiej, oddając jej nawet ziemię łucką, za co miał zatrzymać w dożywocie ziemię kijowską i wschodnie Podole, zanim wrócą one do Korony. Ostatecznie Świdrygiełło uznał zwierzchnictwo Kazimierza Jagiellończyka, od którego dostał we władanie Wołyń. Zmarł w Łucku na Wołyniu w 1452 r.

## Rodzina
Był żonaty z księżniczką twerską; ich jedyny syn zmarł w dzieciństwie.